# アッツ島
アッツ島（アッツとう、英: Attu Island）は、アラスカ州・アリューシャン列島のニア諸島最西部にあるアメリカ領の島。

## 概略
第二次世界大戦まではアレウト族が定住していた。太平洋戦争中の1942年（昭和17年）6月上旬、AL作戦にともない日本海軍の第五艦隊と輸送船団がアリューシャン諸島に進出、日本陸軍の小部隊がアッツ島とキスカ島に上陸し、それぞれ占領した。アッツ島占領は、第二次世界大戦においてアメリカ本土に枢軸国の軍隊が上陸、占領した初めての事例である。
大日本帝国により、アッツ島は熱田島と改名された。6月7日（日本時間6月8日）に日本軍がアッツ島を占領したとき、在島のアメリカ人の民間人技術者1名は死亡し、妻のみ拘留された。アレウト族は、後日、日本本土に移送されている。またアッツ島を占領した北海支隊はキスカ島に転出することになり、9月17日に輸送船に乗ってアッツ島を離れた。
アメリカ軍は潜水艦や爆撃機を投入し、この方面の日本軍を牽制した。10月以降、日本軍は再びアッツ島に守備隊を置いた。
1943年（昭和18年）3月下旬、アッツ島沖海戦が勃発。5月、連合軍はランドクラブ作戦を発動し、5月12日に大部隊がアッツ島に上陸、山崎保代陸軍大佐を指揮官とする日本軍の北海守備隊と激戦を展開した（アッツ島の戦い）。そのため第二次世界大戦において北米大陸で唯一の地上戦が行われた場所として、1985年にアメリカ合衆国国定歴史ランドマーク (National Historic Landmark) に指定されている。
5月29日に日本軍守備隊が玉砕したあと、アッツ島はアメリカの軍事拠点となった。世界大戦終結後も、アメリカ合衆国政府はアレウト族の帰還を認めなかった。2010年にアメリカ沿岸警備隊の基地が閉鎖され、「アメリカ合衆国最大の無人島」となった。海鳥の楽園としても知られており、1980年に自然保護区（アラスカ海洋国立野生生物保護区の一部）に指定されている。入島は規制されている。

## 地理

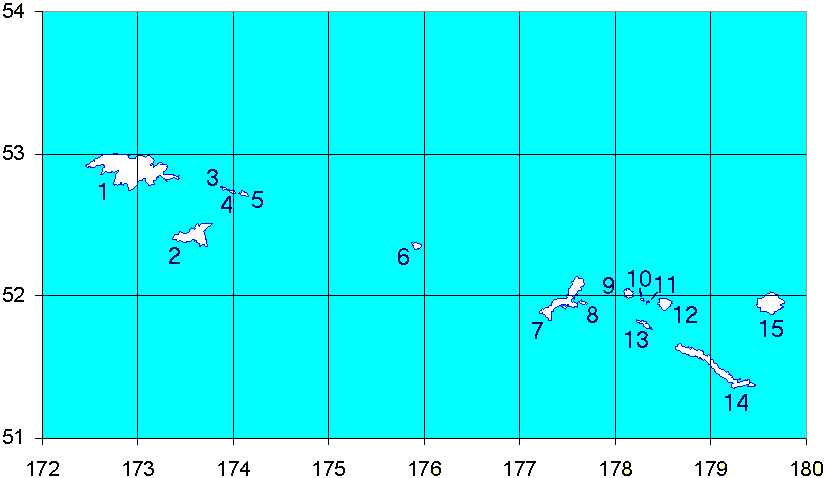
1～5 - ニア諸島
1 - アッツ島
2 - アガッツ島
3～5 - セミチ諸島
3 - アライド島
4 - ニズキ島
5 - シェムリャ島
6 - バルディア島
7～15 - ラット諸島
7 - キスカ島
8 - 小キスカ島
9 - セグラ島
10 - クヴォストフ島
11 - ダヴィドフ島
12 - 小スィッキン島
13 - ラット島
14 - アムチトカ島
15 - セミソポクノイ島

アラスカ州最西端・アメリカ合衆国最西端の島と説明される島である。ただし「アメリカ合衆国西端」の定義方法には複数ある（アメリカ合衆国の極地）。
アメリカ合衆国の大部分が属する西半球からは180度経線を越えて東半球に入っている。西部アリューシャン列島はUTC-10のタイムゾーン（ハワイ・アリューシャン標準時）に属しており、国際日付変更線はアッツ島の西側を通過する。
アッツ島は、アラスカ本土から約1800km離れている。アリューシャン列島のつながりの中で、アッツ島の西にある島は約335km離れたメードヌイ島（コマンドルスキー諸島）で、ここはロシア領である。アンカレッジからは約 2,400 km、アラスカ州の州都ジュノーからは約 3,200 km、ニューヨーク市からは約 7,800 km の距離にある。
アッツ島は、長さ（東西）48km、幅（南北）13km - 24km。面積は 893 km2 で、米国で23番目に大きな島である。
- ニア諸島の地図（1970年）

## 歴史

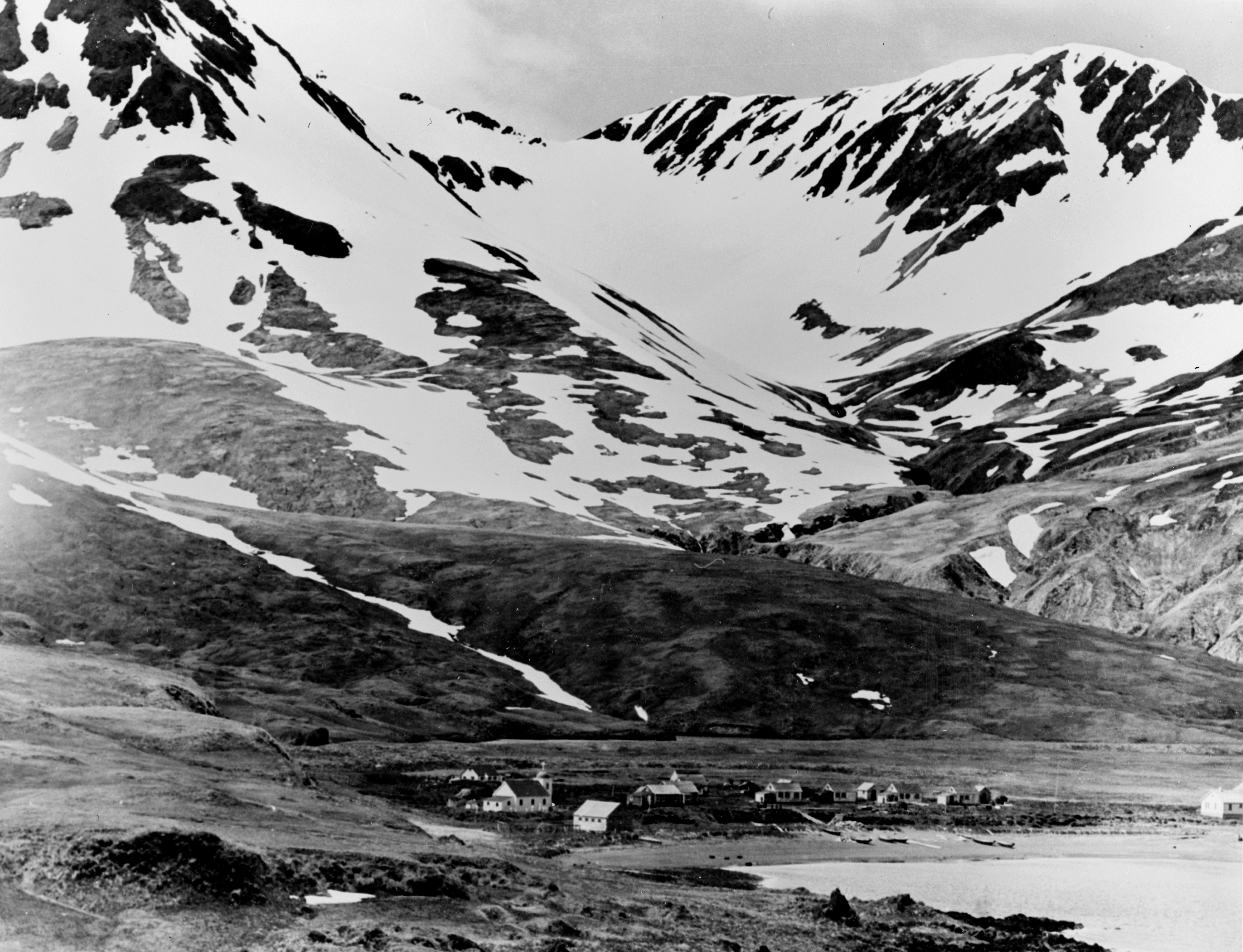
アッツ島の村（1937年）

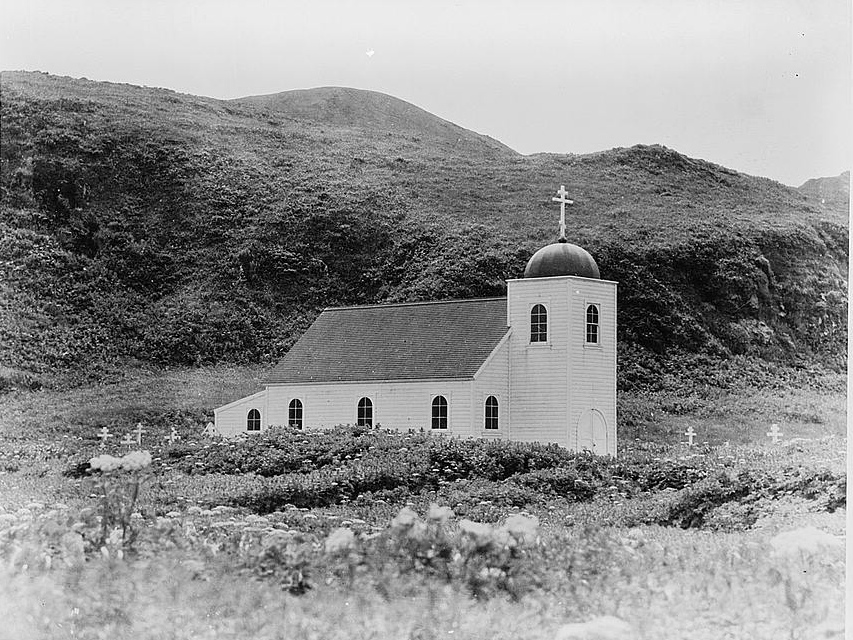
ロシア正教の教会（1938年）

島の名はアレウト語で Atan と言う。初期のロシア人たちは Остров Атту (Ostrov Attu) と記録した。なお、イギリス海軍のジェームズ・クックは1785年に Atakou の名で記録している。
島にある多数の遺跡の考古学的調査によれば、先コロンブス期には2,000人から5,000人のアレウト族（ウナンガン人）が暮らしていたと推定されている。

### ロシア人との接触以後
カムチャツカ半島に最も近いという立地から、アリューシャン列島の中ではロシア人によって最初に探索された島となった。文献記録によれば、1741年に探検船が遠距離からこの島を望見した。1742年春に、ロシアの探検家アレクセイ・チリコフがこの島を「聖テオドロスの島」と命名したのが「公式な発見」とされる。
1745年、ミハイル・ネヴォドチコフが率いるプロミュシュレンニキたち（毛皮貿易に従事する、商人・猟師・船乗り・傭兵の一団。ロシア人のほかシベリア先住民たちも含まれた）が島を訪れたのが「最初の上陸」の記録である。ロシア人たちは島に数年間滞在し、ラッコ猟に従事した。ロシア人はしばしば地元住民と衝突した。貿易商人たちの「最初の波」が去ったあと、ヨーロッパ人たちの船はこの島に注意を払わなくなった。
ロシアはこの島を流刑地としても使った。また、島にはロシア正教がもたらされ、島民はスラブ系の氏名を名乗るようになった。
1867年、アラスカ購入によってアッツ島もアメリカ合衆国領となったが、アメリカ人がこの島に寄せる関心も低かった。

### 第二次世界大戦前
第二次世界大戦が始まるまで、島の住民はほとんどがアレウト族で、チチャゴフ湾に面して村があった。
1941年3月、アラスカのインディアン事務局は、アッツ島に初めて学校を開設することを決定した:106。教師としてアッツ島への赴任を命じられたのが、コディアック島で勤務していたエッタ・ジョーンズで、ジョーンズ夫妻は同年8月にアッツ島へ移住した:86。
アリューシャン方面を訪れる日本人もいた。1931年にアッツ島の民俗学的調査を行った近藤信興によれば、明治時代には「吉本」という日本人がアッツ島に暮らし、簡単な日本語や日本の歌を知っている島民もいたという:106。島民は日本人に対して好感を持っているという主張もあれば、反感を持ち信用していないという記録もある:106。日本は1935年10月からアリューシャン海域に農林省の調査船「白鳳丸」を派遣しており、アッツ島にも寄港していることが確認できる:106。オットセイの回遊調査や密猟取り締まりを目的としていたが、アメリカ軍の軍備などの情報を収集する任務も課されていたという:106。

### 第二次世界大戦

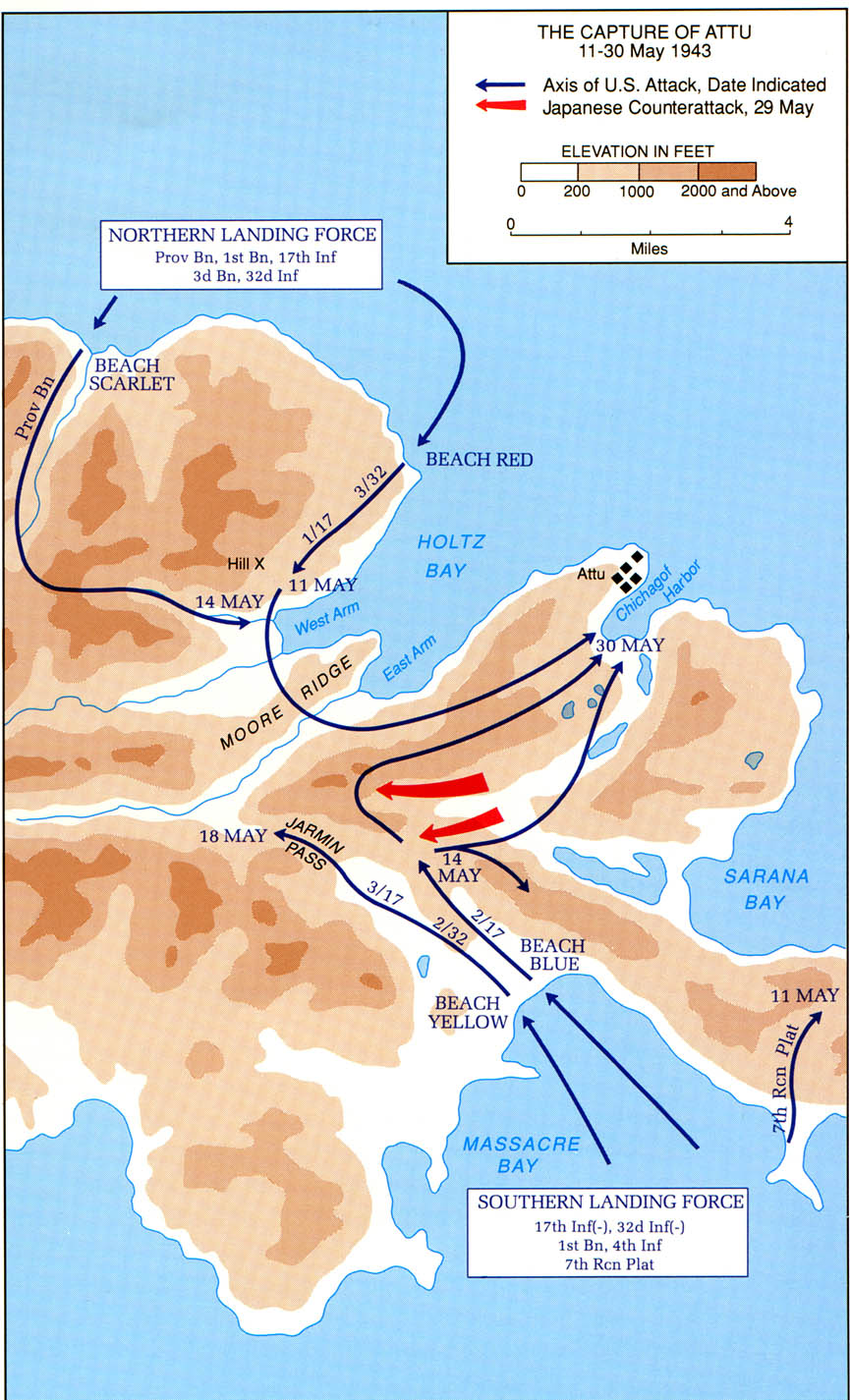
アッツ島の戦いの戦況図（日本軍の最期の突撃が赤）。図示されているのは島の東部で、アッツの村や、マサカー・ベイなどが示されている。

アッツ島を占領した日本軍は、第7師団から抽出した「北海支隊」（支隊長、穂積松年陸軍少佐）を基幹としていた。1942年（昭和17年）6月6日（日本時間6月7日）、日本軍の輸送船団はアッツ島沖合に到着、抵抗を受けずに上陸して6月7日（日本時間6月8日）に全島を占領した。この二島の攻略は、第二次世界大戦における初の枢軸国によるアメリカ領土占領であった。
アッツ島には42人のアレウト族の住民と、2人の白人の住民がいた:86。2人の白人は夫婦で、夫のチャールズ・フォスター・ジョーンズ（Charles Foster Jones, オハイオ州出身、1879年 - 1942年）は無線技士、妻のエッタ（Etta, ニュージャージー州出身、1879年 - 1965年）は教師で、看護師を兼ねていた:89。チャールズ・フォスター・ジョーンズは、日本による占領直後に死亡している。
日本軍は樋口季一郎陸軍中将を司令官とする北部軍を新編し、アリューシャン列島方面の作戦を指揮することになった。日本軍はキスカ島に一旦部隊を集結させてアッツ島を無人化することに決定し、島民たちを日本本土に移送する。島民の本土移送は、作戦実施前からの規定路線であった。アレウトの住民40人は1942年9月17日にアッツ島から出航し、キスカ島を経由して、北海道小樽市に移送された（後述）。唯一の白人であったエッタ・ジョーンズは神奈川県横浜市のバンドホテルに収容された。
1942年10月、日本軍は再びアッツ島に守備隊を置く方針を固めた。北部軍の隷下に峯木十一郎陸軍少将を指揮官とする北海守備隊を新編、キスカ島に転進した北海支隊も再編された。また北千島臨時要塞などから、北海守備隊アッツ地区隊（指揮官、米川浩陸軍中佐）を抽出してアッツ島に派遣した。日本軍はアッツ島守備隊を漸次増強し、飛行場の建設を急いだが、アメリカ軍の空襲、潜水艦の活動、巡洋艦を基幹とする艦隊の封鎖や艦砲射撃により、日本軍防備計画は遅延した。
1943年（昭和18年）2月5日、大本営は北東方面部隊の編制を改定し、北方軍司令部（樋口季一郎陸軍中将、北部軍司令官）を編成した。この改変にともない、北海守備隊は第五艦隊司令長官の指揮下を離れ、北方軍の隷下に入った。2月11日には北海守備隊（峯木少将、キスカ在）の編成を改正し、キスカ島を担当する第一地区隊（地区隊長佐藤政治陸軍大佐）と、アッツ島を担当する第二地区隊（地区隊長は米川浩中佐から山崎保代陸軍大佐に交代）を区分した。米川浩中佐は山崎保代大佐の下に付くこととなった。
2月20日、アッツ島にむけ単独航行中の輸送船「あかがね丸」を、アメリカ重巡「インディアナポリス」が撃沈する。3月末には第五艦隊が輸送船団（北海守備第2地区隊長山崎保代陸軍大佐。火砲、資材、糧秣搭載）を護衛してアッツ島にむかったが、アッツ島沖海戦により輸送作戦は中止された。幌筵に戻った山崎大佐と幕僚は伊号第31潜水艦に乗り換え、4月中旬にアッツ島へ上陸した。日本軍は連合軍がアムチトカ島に近いキスカ島を狙うと判断していたが、この頃になると「アッツ島の方が危険ではないか」との意見もあった。
5月12日、アッツ島に日本軍の5倍の人員を持つアメリカ軍が上陸し、アッツ島の戦いが始まる。戦艦と護衛空母を擁するアメリカ太平洋艦隊（北太平洋軍司令官キンケイド提督）がアッツ島を包囲し、日本軍の増援輸送と連絡を遮断した。日本海軍の第752航空隊（一式陸上攻撃機）や潜水艦がアメリカ艦隊を攻撃したが、海上封鎖を破ることは出来ず伊31が撃沈された。5月19日、大本営陸海軍部は増援作戦を中止する。5月29日にアッツ島守備隊の最後の突撃が行われ、組織的抵抗は終了した。5月30日、アメリカ軍は島の占領を宣言した。大東亜戦争における日本の大本営発表において、日本軍守備隊の「玉砕」という表現がつかわれた。アッツ島では、奪回を目指したアメリカ軍によって、アッツの村が破壊された。
アッツ島を奪回したアメリカ陸軍航空軍（USAAF）は、アレクセイポイント陸軍飛行場 (Alexai Point Army Airfield) を建設。1943年7月10日に千島列島への空襲の基地として使用した。これはドゥーリトル空襲以来の日本領土への空襲であった。この基地はその後も出撃拠点として使用された。

### 第二次世界大戦後
戦争が終わった時、小樽で抑留されていたアッツ島民で生き残っていたのは、25人であった。合衆国政府は彼らのアッツ島帰還を認めず、アリューシャン列島の別の島に移送した（後述）。背景としては、冷戦へと発展していく米ソ対立を前に、アリューシャン列島の西半分を無人とする方針があったとされる。
1953年には日本の遺骨収集団が戦後初上陸。
同年7月25日には、厚生省の講堂で戦没者追悼式が行われた。
その後、1978年にも政府（厚生省援護局）の慰霊巡拝団が訪問し、遺骨収集を行っている。
合衆国政府はアッツ島南端のセオドアポイントにLORANステーションを建設することを決定した。この施設には、アメリカ沿岸警備隊の約20人が配置された。基地は1954年にカスコ・コーヴ (Casco Cove Coast Guard Station) に、1960年にマサカー・ベイ (Massacre Bay (Alaska)) に移転した。
アッツ島には旅客便を飛ばす計画があり、1976年にはリーブ・アリューシャン航空がアンカレッジとの航空便を計画した。アッツ島の空港はアメリカ最西端の空港でもあった。
1985年、第二次世界大戦の戦績とその後の軍事施設は、合衆国史跡に指定された。
1987年、米国内務省の承認を得て、日本国政府はアッツ島の戦いを記念した「北太平洋戦没者の碑」を玉砕の地である雀ケ丘（英語名エンジニア・ヒル）に建てた。碑文には日本語と英語で「さきの大戦において北太平洋の諸島及び海域で戦没した人々をしのび平和への思いをこめてこの碑を建立する」との銘が刻まれた。
2007年7月、島で日本兵のブーツと足の骨が発見され、2008年5月23日には、さらに2人の日本兵の遺体が米国沿岸警備隊員（史跡保存チームの記録員・広報官）によって回収された。埋葬地ではより多くの遺体が発見され、後に改葬する計画が立てられた。
2010年8月1日、アッツ島の米国沿岸警備隊LORANステーションが完全に運用を停止した。2010年8月27日に基地は廃止されて職員が去り、島には住民がいなくなった。また同年8月12日に放送されたNHKスペシャル『玉砕 隠された真実』の制作にあたっては、NHKとアメリカ合衆国政府との交渉により上陸・撮影の許可が下りている。
- 沿岸警備隊のLOLAMステーション（1997年）

## 島民の抑留と戦後
アレウト住民40人:86の日本本土移送は、攻略作戦決行前からの規定路線であった。1942年9月17日に輸送船でアッツ島を出発。キスカ島で「長田丸」に乗り換えさせられ、9月20日にキスカ島を出港した:86。
船は北海道の小樽港に入港し、日本での敵国人の抑留政策の一環として、アレウトたちは小樽市内に収容されることになった。当初は若竹町（現在の勝納町）の木造施設に収容され、1944年に清水町に移された。アレウトたちは占領時にすでに結核を患っている者が多く:87、慣れない環境、乏しい食料事情の中で多くが亡くなった。小樽に抑留されたアレウトは、小樽で生まれた5人を含めて45人であり、うち20人が抑留中に命を落としたという（小樽で生まれ、生き延びたのは1人だけであった）。
小樽に移されていたアレウトの島民は、戦争が終わった時25人が生き残っていた。合衆国当局はかれらの置かれた状況を把握していなかったと言明した。合衆国政府ははアッツ島の村を再建維持するには十分な人数がいないとして帰島を認めず、850キロメートル離れたアトカ島に送られた。

## 記念碑

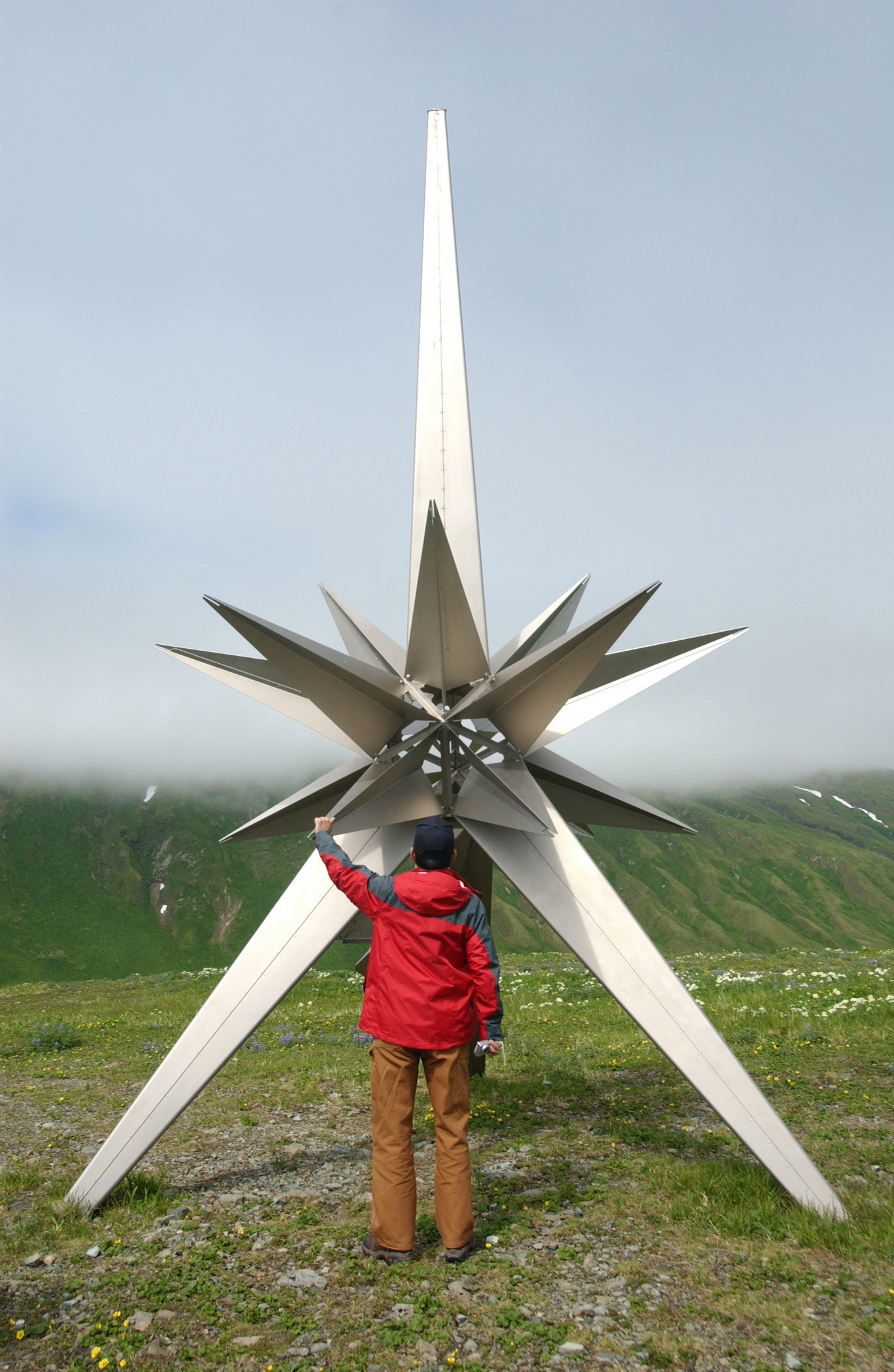
北太平洋戦没者の碑（2007年7月に撮影）

2017年現在、アッツ島には記念碑が14ある。
うち5つは日本（日本人）によって建てられたもので、4つまでがエンジニア・ヒルにある:135, 173。
- 最も大きなものは1982年に日本政府が建てた「北太平洋戦没者の碑」（英語ではPeace Memorial）である[88]:135, 173。厚生労働省は「北太平洋戦没者の碑」の清掃・巡回等を合衆国魚類野生生物局に委託している[74]）。
- 大村紀二軍医中尉の記念碑。家族が設置したと思われるもので、2013年時点でかなり劣化しており、2016年には行方不明になっている[88]:173-174。
- 1953年にフォート・リチャードソン国立墓地（アンカレッジ）に埋葬されていた日本人235人の遺体（アッツ島での戦死者）が荼毘に付されたことを記念した「鎮魂」の石版[88]:173-174
- 1978年に北海道知事堂垣内尚弘の名と「鎮魂」の文字を記した青銅製の銘板[88]:173-174。

戦闘が終わって間もなく、アメリカ軍は戦場に解説パネルを立てたが、その中にはアッツ村があった場所を示すものと、山崎保代陸軍中将の勇敢さを讃えるものがあった:135。これらのパネルは1950年にコンクリートの台座に置かれた青銅製の銘板）に置き換えられた:135。
山崎陸軍中将を讃えるものは、2か所にあるが、摩耗が激しい:173。
- 戦死した地点（Clevesy Pass の麓）
- エンジニアヒル

アッツ村跡地には、
- 米軍が作り1950年に更新したもの
- 1993年6月にアリュート人の組織 (The Aleut Corporation) によって建てられた日本抑留を記念する銘板[88]:135, 173-177。2012年6月7日、日本軍の侵攻70周年を記念してリーサ・マーカウスキー上院議員と米国沿岸警備隊のThomas Ostebo大将がアッツの村の記念碑を更新し、日本の捕虜となって亡くなった住民と帰還できなかった生存者に捧げた[89]。

かつての沿岸警備隊の基地には4つの記念碑がある:135。
- 1つはエリック・ネルソン准将（1924年に初の航空機による世界一周を成し遂げたパイロットの一人）を讃える記念碑であるが来歴は不明である[88]:135。
- 別の記念碑は1981年に、アメリカ海軍のチャプレンが「アリューシャンでアメリカのために戦った人を讃える記念碑がない」と発言したことに触発されて建てられたものである[88]:135。アッツ島の戦いは、アメリカではしばしば「忘れられた戦闘 (forgotten battle)」という言葉とともに語られる。
- 第3の記念碑は1993年6月、アメリカ軍の退役軍人、アリュート人の生存者、山崎陸軍中将の息子を含む日本人代表団が列席した追悼式で捧げられたもので、アッツで戦い死んだすべての人を讃える[88]:135。
- 4番目の記念碑は第17歩兵連隊の退役軍人 Bill Jones （アッツ島の戦いで負傷した）が、彼とともに戦い死んだ人々を讃える。

このほか、以下のものがある。
- Clevesy Pass の麓には、別の退役軍人グループが第50工兵連隊を讃える標識を立てた[88]:136。
- Bill Jones が死去した時、退役軍人（朝鮮戦争参加者）の Jack Jonas は、"Japanese Peace Memorial" を撤去しようという主張を始めた[88]:137。それが不可能であると判明すると、Jonas はアメリカ人を讃える同様の記念碑を建てることとし、アラスカ州や合衆国魚類野生生物局もそれならば可能であると認めた[88]:137。2013年6月、アッツ島の戦いで名誉勲章を授賞したJoe P. Martínez二等兵を讃える記念碑がHenderson River の川岸に建てられるとともに、付近に4枚の解説版（それぞれアリューシャン方面の戦い、アッツ島の戦い、アリュート人の抑留、マルティネス二等兵についての）が建てられた[88]:137。

## 人口
アッツ島が最初に米国の国勢調査に登場するのは1880年調査で、法人化されていないアレウト族の村 "Attoo" として登場する。当時の村は、チチャゴフ湾の西側にあったと考えられる。107人の人口があり、74人のアレウト族、32人の「クレオール」（ロシア人と先住民の混血）、1人の白人が居住していた。1890年の調査では "Attu" という名に変わるが、その後1930年まで調査がない。1940年の国勢調査の2年後、村と島は日本軍の侵攻を受けることになり、以後1980年まで統計にあらわれない。
1980年の統計ではマサカー・ベイの基地が国勢調査指定地域 (CDP) に指定された (Attu Station, Alaska) 。1990年の統計はなく、2000年の統計で CDP "Attu Naval Station" となった。2010年の国勢調査は、基地閉鎖直後、住民が去る直前に行われた。

## 自然

### 気候
アッツ島の気候は、アリューシャン列島の気候としては一般的なもので曇りや雨・雪、霧が多く、時折強風も吹く。晴天は1年に8-10日ほどしかない。残りの日は雨が降っていなくても濃さの程度の差はあれ霧が出ているのが通常である。雨などによる年間降水量は39–49インチ (990–1,240 mm) で、秋から初冬にかけて最も降水が多い。
ケッペンの気候区分によると、アッツ島は西岸海洋性気候（Cfc）でツンドラ気候（ETf）に限りなく近い。暖流のアリューシャン海流のため緯度の割には気候が和らぐとはいえ高緯度のため気候は冷涼で、日中の最高気温は夏でも50°F台半ば（10℃台前半）にしかならない。一方で、冬の寒い月の平均気温が－3℃、最低気温で－17℃程度で、日本の東北地方の山間部より過しやすいともいわれる。
| アッツ島の気候         | アッツ島の気候 | アッツ島の気候 | アッツ島の気候 | アッツ島の気候 | アッツ島の気候 | アッツ島の気候 | アッツ島の気候 | アッツ島の気候 | アッツ島の気候 | アッツ島の気候 | アッツ島の気候 | アッツ島の気候 | アッツ島の気候  |
| 月                     | 1月            | 2月            | 3月            | 4月            | 5月            | 6月            | 7月            | 8月            | 9月            | 10月           | 11月           | 12月           | 年              |
| ---------------------- | -------------- | -------------- | -------------- | -------------- | -------------- | -------------- | -------------- | -------------- | -------------- | -------------- | -------------- | -------------- | --------------- |
| 最高気温記録 °C （°F） | 9 (49)         | 11 (51)        | 9 (49)         | 10 (50)        | 15 (59)        | 18 (64)        | 22 (72)        | 21 (70)        | 20 (68)        | 16 (61)        | 12 (54)        | 9 (49)         | 22 (72)         |
| 平均最高気温 °C （°F） | 1.3 (34.4)     | 1 (34)         | 1.8 (35.3)     | 3.6 (38.5)     | 5.9 (42.7)     | 9.1 (48.4)     | 11.4 (52.6)    | 12.8 (55.1)    | 11.2 (52.2)    | 8.2 (46.8)     | 4 (40)         | 2.1 (35.7)     | 6 (43)          |
| 日平均気温 °C （°F）   | −0.9 (30.4)    | −1 (30.2)      | −0.3 (31.5)    | 1.6 (34.8)     | 3.8 (38.9)     | 6.6 (43.9)     | 9.1 (48.4)     | 10.3 (50.5)    | 8.8 (47.8)     | 5.6 (42.1)     | 1.9 (35.5)     | −0.1 (31.9)    | 3.8 (38.8)      |
| 平均最低気温 °C （°F） | −3.2 (26.3)    | −3.1 (26.4)    | −2.4 (27.6)    | −1 (31)        | 1.7 (35.1)     | 4.1 (39.4)     | 6.8 (44.2)     | 7.7 (45.8)     | 6.3 (43.3)     | 3 (37.4)       | −1 (31)        | −2.2 (28.1)    | 1.4 (34.6)      |
| 最低気温記録 °C （°F） | −15 (5)        | −14 (7)        | −15 (5)        | −12 (10)       | −9 (15)        | −7 (19)        | −4 (24)        | −2 (28)        | −7 (20)        | −6 (21)        | −9 (15)        | −17 (2)        | −17 (2)         |
| 降水量 mm （inch）     | 96.8 (3.81)    | 91.7 (3.61)    | 83.1 (3.27)    | 96.3 (3.79)    | 72.6 (2.86)    | 74.7 (2.94)    | 107.4 (4.23)   | 152.9 (6.02)   | 160.5 (6.32)   | 168.4 (6.63)   | 115.6 (4.55)   | 117.1 (4.61)   | 1,337.1 (52.64) |
| 降雪量 cm （inch）     | 41.1 (16.2)    | 42.9 (16.9)    | 38 (15)        | 16.5 (6.5)     | 2.8 (1.1)      | 0 (0)          | 0 (0)          | 0 (0)          | 0 (0)          | 1.5 (0.6)      | 18 (7.1)       | 33 (13)        | 193.8 (76.3)    |
| 平均降水日数           | 19             | 17             | 18             | 16             | 13             | 11             | 13             | 15             | 17             | 19             | 20             | 19             | 197             |
| 出典：                 |                |                |                |                |                |                |                |                |                |                |                |                |                 |

1982年の時点で、島で木らしい木は、1943年の戦いの後に米軍兵士が島の礼拝堂に植えた木だけであったという。

### 野生生物
1980年、アラスカ海洋国立野生生物保護区 (Alaska Maritime National Wildlife Refuge, 略称: AMBWR) の一部に指定されている。AMBWRは合衆国魚類野生生物局が管理している。
アッツ島はバードウォッチングにおいて、「特定の期間内に特定の地理的範囲内で可能な限り多くの鳥種を観察・聴取」できる特別な場所であった。また、北米の他の部分から物理的に遠く離れているため、大陸のどこにも見られない多くの種を見ることができる。John Fitchen はこの島を「北米野鳥界の聖杯 (the Holy Grail of North American birding)」と表現している
1998年には、Sandy Komito が29日間（5月10日 - 6月7日）に745種（のちに748種に修正）という斯界の大記録を残した（Big year）。バードウォッチング・ツアーでアッツ島を訪れることは可能であるが、アクセスはアダック島からの数日間のボートでの航海に限られる。
太平洋戦争中この地に駐屯した日本軍兵士には、8月には日本でいえば高山植物にあたる草花が野に絨毯のように咲き乱れ、まるで別世界にいるような気がしたと語る者もいる。

## 入島許可・交通
厚生労働省のサイトによれば、島にはアメリカ合衆国沿岸警備隊の施設があるため、渡航には許可が必要とされる。施設の閉鎖（2010年）後も、2015年の読売新聞記事（日本の戦死者遺族の訪問関連記事）によれば、厳しい上陸規制があるという。2018年の米国 The World 誌の記事（元島民子孫の訪問関連記事）でも、入島許可を得るための手続きが非常に煩瑣だと記されている。
- 2013年に行われた日本の戦死者遺族による訪問記録によれば、入島には合衆国魚類野生生物局の許可が必要であり、民間セスナ機をチャーターして島に入っている[106]。
- 2018年に訪問した元島民子孫は魚類野生生物局の調査船 R/V Tiglax に便乗する機会を提供され、初めて島を訪れている[105]。

船や飛行機の定期航路はない。2018年の米国 The World 誌記事は「島を訪れる唯一の方法はボートである」と記す。2019年の読売新聞記事によれば、島内に存在する飛行場の滑走路は、老朽化が進み大型機の着陸は不可能とされている。重機を運び込むことも難しく補修計画は立てられていない。

## 備考
- アッツ島民の小樽抑留については、以下に詳しい[30]:87。
  - 杉山正己『一枚の写真を追って: アリューシャンを行く』（杉山書店、1987年）
  - スチュアート・ヘンリ「昭和十七年 小樽 四十名のアリュート人」『諸君!』12巻10号（1980年）
  - スチュアート・ヘンリ「アリュート民族と戦後補償：歴史に隠された連行事件」『法学セミナー』477号（1994年）